# Tonocote introflexidus
Tonocote introflexidus is een vlokreeftensoort uit de familie van de Zobrachoidae. De wetenschappelijke naam van de soort is voor het eerst geldig gepubliceerd in 1988 door Clark & Barnard.